# 2009-es IIHF divízió III-as jégkorong-világbajnokság
A 2009-es IIHF divízió III-as jégkorong-világbajnokságot Dunedinben, Új-Zélandon rendezték április 10. és 16. között. A vb-n 6 válogatott vett részt. Az első két helyezett feljutott a divízió II-be.

## Résztvevők
A világbajnokságon a divízió III-ban szereplő hat csapat vett részt.
| Csapat      | Kvalifikáció módja                                                             |
| ----------- | ------------------------------------------------------------------------------ |
| Írország    | Előző évben a divízió II A csoportjának 6. helyén végzett és kiesett.          |
| Új-Zéland   | Rendező, előző évben a divízió II B csoportjának 6. helyén végzett és kiesett. |
| Luxemburg   | Előző évben a divízió III 3. helyén végzett.                                   |
| Törökország | Előző évben a divízió III 4. helyén végzett.                                   |
| Görögország | Előző évben a divízió III 5. helyén végzett.                                   |
| Mongólia    | Előző évben a divízió III 6. helyén végzett.                                   |

## Eredmények
| Jelmagyarázat              |
| -------------------------- |
| Feljutott a divízió II-be. |

| Nemzet      | M            | Gy           | HGy          | HV           | V            | G+           | G-           | Gk           | P            |
| ----------- | ------------ | ------------ | ------------ | ------------ | ------------ | ------------ | ------------ | ------------ | ------------ |
| Új-Zéland   | 5            | 4            | 1            | 0            | 0            | 32           | 7            | +25          | 14           |
| Törökország | 5            | 4            | 0            | 0            | 1            | 28           | 14           | +14          | 12           |
| Luxemburg   | 5            | 3            | 0            | 0            | 2            | 26           | 18           | +8           | 9            |
| Görögország | 5            | 2            | 0            | 1            | 2            | 18           | 21           | –3           | 7            |
| Írország    | 5            | 1            | 0            | 0            | 4            | 12           | 31           | –19          | 3            |
| Mongólia    | visszalépett | visszalépett | visszalépett | visszalépett | visszalépett | visszalépett | visszalépett | visszalépett | visszalépett |

Mongólia visszalépett, valamennyi mérkőzésüket az ellenfeleknek írták jóvá 5–0-s gólkülönbséggel.
| 2009. április 10. 13:00 | Mongólia | 0–5 (mérkőzés nélkül) | Törökország | Dunedin Ice Stadium |

|  |  |  |  |  |
|  |  |  |  |  |
|  |  |  |  |  |
|  |  |  |  |  |

| 2009. április 10. 16:30 | Írország | 3–7 (0–2, 1–2, 2–3) | Görögország | Dunedin Ice Stadium Nézőszám: 200 |

| Jegyzőkönyv | Jegyzőkönyv | Jegyzőkönyv                                   | Jegyzőkönyv        | Jegyzőkönyv                  |
| --- | ----------- | --------------------------------------------- | ------------------ | ---------------------------- |
| | Adam Pepper | Kapusok                                       | Ntalimpor Ploutsis | Játékvezető: Fabio Lottaroli |
| \| \| 0–1 \| 13:59 – Kalyvas (Papadopoulos) (PP1) \| \| \| 0–2 \| 19:18 – Kalyvas (Adamidis, Koufis) (PP1) \| \| \| 0–3 \| 23:49 – Apostolidis (Kalyvas) (PP1) \| \| 25:14 – Morrison \| 1–3 \| \| \| \| 1–4 \| 27:24 – Kalyvas (Iatridis) \| \| \| 1–5 \| 43:19 – Adamidis (Lambridis) \| \| \| 1–6 \| 45:20 – Koufis (Kalyvas) (PP2) \| \| 50:52 – Reynolds (O'Driscoll, Jackson-Wyatt) \| 2–6 \| \| \| 54:39 – Morrison (Leckey) (SH1) \| 3–6 \| \| \| \| 3–7 \| 55:01 – Kalyvas (Adamidis, Apostolidis) (PP1) \| |             |                                               |                    | Játékvezető: Fabio Lottaroli |
| 28 perc | Büntetések  | 16 perc                                       |                    | Játékvezető: Fabio Lottaroli |
| 54 | Lövések     | 37                                            |                    | Játékvezető: Fabio Lottaroli |
| | 0–1         | 13:59 – Kalyvas (Papadopoulos) (PP1)          |                    | Játékvezető: Fabio Lottaroli |
| | 0–2         | 19:18 – Kalyvas (Adamidis, Koufis) (PP1)      |                    | Játékvezető: Fabio Lottaroli |
| | 0–3         | 23:49 – Apostolidis (Kalyvas) (PP1)           |                    | Játékvezető: Fabio Lottaroli |
| 25:14 – Morrison | 1–3         |                                               |                    |                              |
| | 1–4         | 27:24 – Kalyvas (Iatridis)                    |                    |                              |
| | 1–5         | 43:19 – Adamidis (Lambridis)                  |                    |                              |
| | 1–6         | 45:20 – Koufis (Kalyvas) (PP2)                |                    |                              |
| 50:52 – Reynolds (O'Driscoll, Jackson-Wyatt) | 2–6         |                                               |                    |                              |
| 54:39 – Morrison (Leckey) (SH1) | 3–6         |                                               |                    |                              |
| | 3–7         | 55:01 – Kalyvas (Adamidis, Apostolidis) (PP1) |                    |                              |

| 2009. április 10. 20:00 | Luxemburg | 2–6 (1–1, 1–2, 0–3) | Új-Zéland | Dunedin Ice Stadium Nézőszám: 780 |

| Jegyzőkönyv | Jegyzőkönyv   | Jegyzőkönyv                          | Jegyzőkönyv  | Jegyzőkönyv                  |
| --- | ------------- | ------------------------------------ | ------------ | ---------------------------- |
| | Michel Welter | Kapusok                              | Zak Nothling | Játékvezető: Hideki Yamauchi |
| \| \| 0–1 \| 7:27 – Soffer \| \| 12:55 – Welter (Beran) (SH1) \| 1–1 \| \| \| \| 1–2 \| 27:52 – Speirs (Lee, Down) (PP1) \| \| 33:44 – Welter (Beran, Scheier) (PP1) \| 2–2 \| \| \| \| 2–3 \| 39:07 – Oak (Ball) (PP1) \| \| \| 2–4 \| 45:27 – Smith \| \| \| 2–5 \| 48:13 – Down (Soffer) (PP1) \| \| \| 2–6 \| 49:07 – Speirs (Oak, Nicholls) (PP1) \| |               |                                      |              | Játékvezető: Hideki Yamauchi |
| 20 perc | Büntetések    | 16 perc                              |              | Játékvezető: Hideki Yamauchi |
| 18 | Lövések       | 41                                   |              | Játékvezető: Hideki Yamauchi |
| | 0–1           | 7:27 – Soffer                        |              | Játékvezető: Hideki Yamauchi |
| 12:55 – Welter (Beran) (SH1) | 1–1           |                                      |              | Játékvezető: Hideki Yamauchi |
| | 1–2           | 27:52 – Speirs (Lee, Down) (PP1)     |              | Játékvezető: Hideki Yamauchi |
| 33:44 – Welter (Beran, Scheier) (PP1) | 2–2           |                                      |              |                              |
| | 2–3           | 39:07 – Oak (Ball) (PP1)             |              |                              |
| | 2–4           | 45:27 – Smith                        |              |                              |
| | 2–5           | 48:13 – Down (Soffer) (PP1)          |              |                              |
| | 2–6           | 49:07 – Speirs (Oak, Nicholls) (PP1) |              |                              |

| 2009. április 11. 13:00 | Görögország | 5–0 (mérkőzés nélkül) | Mongólia | Dunedin Ice Stadium |

|  |  |  |  |  |
|  |  |  |  |  |
|  |  |  |  |  |
|  |  |  |  |  |

| 2009. április 11. 16:30 | Írország | 3–8 (2–2, 0–5, 1–1) | Luxemburg | Dunedin Ice Stadium Nézőszám: 180 |

| Jegyzőkönyv | Jegyzőkönyv                   | Jegyzőkönyv                           | Jegyzőkönyv                   | Jegyzőkönyv                 |
| --- | ----------------------------- | ------------------------------------- | ----------------------------- | --------------------------- |
| | Adam Pepper Scott Bickerstaff | Kapusok                               | Michel Welter Philippe Lepage | Játékvezető: Nigel Boniface |
| \| \| 0–1 \| 8:04 – Beran (Welter) (PP2) \| \| 10:43 – Jackson-Wyatt (Roberts) \| 1–1 \| \| \| 15:20 – Roberts (McCabe, Morrison) (PP1) \| 2–1 \| \| \| \| 2–2 \| 18:42 – Schram (Skamarakas) \| \| \| 2–3 \| 21:19 – Dessouroux (Holtzem) \| \| \| 2–4 \| 24:35 – Beran (Minden) \| \| \| 2–5 \| 26:56 – Welter (Beran, Scheier) (PP2) \| \| \| 2–6 \| 35:59 – Beran (Welter) (PP1) \| \| \| 2–7 \| 39:17 – Dessouroux \| \| 56:31 – Morrison (O'Driscoll) (PP1) \| 3–7 \| \| \| \| 3–8 \| 58:54 – Schons \| |                               |                                       |                               | Játékvezető: Nigel Boniface |
| 30 perc | Büntetések                    | 42 perc                               |                               | Játékvezető: Nigel Boniface |
| 41 | Lövések                       | 39                                    |                               | Játékvezető: Nigel Boniface |
| | 0–1                           | 8:04 – Beran (Welter) (PP2)           |                               | Játékvezető: Nigel Boniface |
| 10:43 – Jackson-Wyatt (Roberts) | 1–1                           |                                       |                               | Játékvezető: Nigel Boniface |
| 15:20 – Roberts (McCabe, Morrison) (PP1) | 2–1                           |                                       |                               | Játékvezető: Nigel Boniface |
| | 2–2                           | 18:42 – Schram (Skamarakas)           |                               |                             |
| | 2–3                           | 21:19 – Dessouroux (Holtzem)          |                               |                             |
| | 2–4                           | 24:35 – Beran (Minden)                |                               |                             |
| | 2–5                           | 26:56 – Welter (Beran, Scheier) (PP2) |                               |                             |
| | 2–6                           | 35:59 – Beran (Welter) (PP1)          |                               |                             |
| | 2–7                           | 39:17 – Dessouroux                    |                               |                             |
| 56:31 – Morrison (O'Driscoll) (PP1) | 3–7                           |                                       |                               |                             |
| | 3–8                           | 58:54 – Schons                        |                               |                             |

| 2009. április 11. 20:00 | Új-Zéland | 8–2 (2–1, 4–1, 2–0) | Törökország | Dunedin Ice Stadium Nézőszám: 560 |

| Jegyzőkönyv | Jegyzőkönyv | Jegyzőkönyv              | Jegyzőkönyv            | Jegyzőkönyv               |
| --- | ----------- | ------------------------ | ---------------------- | ------------------------- |
| | Rick Parry  | Kapusok                  | Eray Atali Baris Ucele | Játékvezető: Jamie Miller |
| \| 0:11 – Argyle (Hay) \| 1–0 \| \| \| \| 1–1 \| 0:49 – Toptaner (Solak) \| \| 10:32 – Eaden (Harrop, Hay) \| 2–1 \| \| \| \| 2–2 \| 22:12 – Ozmen (Tasdemir) \| \| 24:38 – Eaden (Nicholls) \| 3–2 \| \| \| 29:11 – Hay (Harrop) \| 4–2 \| \| \| 34:53 – Argyle (Idoine, Soffer) (PP1) \| 5–2 \| \| \| 35:51 – Speirs (Lee, Smith) \| 6–2 \| \| \| 41:03 – Hay (Oak) \| 7–2 \| \| \| 43:21 – Argyle (Speirs) \| 8–2 \| \| |             |                          |                        | Játékvezető: Jamie Miller |
| 26 perc | Büntetések  | 38 perc                  |                        | Játékvezető: Jamie Miller |
| 53 | Lövések     | 18                       |                        | Játékvezető: Jamie Miller |
| 0:11 – Argyle (Hay) | 1–0         |                          |                        | Játékvezető: Jamie Miller |
| | 1–1         | 0:49 – Toptaner (Solak)  |                        | Játékvezető: Jamie Miller |
| 10:32 – Eaden (Harrop, Hay) | 2–1         |                          |                        | Játékvezető: Jamie Miller |
| | 2–2         | 22:12 – Ozmen (Tasdemir) |                        |                           |
| 24:38 – Eaden (Nicholls) | 3–2         |                          |                        |                           |
| 29:11 – Hay (Harrop) | 4–2         |                          |                        |                           |
| 34:53 – Argyle (Idoine, Soffer) (PP1) | 5–2         |                          |                        |                           |
| 35:51 – Speirs (Lee, Smith) | 6–2         |                          |                        |                           |
| 41:03 – Hay (Oak) | 7–2         |                          |                        |                           |
| 43:21 – Argyle (Speirs) | 8–2         |                          |                        |                           |

| 2009. április 13. 13:00 | Írország | 5–0 (mérkőzés nélkül) | Mongólia | Dunedin Ice Stadium |

|  |  |  |  |  |
|  |  |  |  |  |
|  |  |  |  |  |
|  |  |  |  |  |

| 2009. április 13. 16:30 | Luxemburg | 4–7 (0–1, 1–4, 3–2) | Törökország | Dunedin Ice Stadium Nézőszám: 200 |

| Jegyzőkönyv | Jegyzőkönyv                   | Jegyzőkönyv                          | Jegyzőkönyv | Jegyzőkönyv                  |
| --- | ----------------------------- | ------------------------------------ | ----------- | ---------------------------- |
| | Michel Welter Philippe Lepage | Kapusok                              | Eray Atali  | Játékvezető: Hideki Yamauchi |
| \| \| 0–1 \| 2:36 – Solak \| \| \| 0–2 \| 20:55 – Solak (Ozmen, Toptaner) \| \| \| 0–3 \| 23:05 – Ozmen (Hamarat, Solak) (SH1) \| \| \| 0–4 \| 32:03 – Yapicilar (SH1) \| \| 35:11 – Welter (Beran, Scheier) (PP1) \| 1–4 \| \| \| \| 1–5 \| 38:25 – Tasdemir (Solak) \| \| \| 1–6 \| 42:00 – Ozmen (Toptaner, Solak) \| \| 52:32 – Mossong \| 2–6 \| \| \| 55:28 – Beran (Scheier, Welter) \| 3–6 \| \| \| 56:50 – Schons \| 4–6 \| \| \| \| 4–7 \| 58:41 – Hamarat \| |                               |                                      |             | Játékvezető: Hideki Yamauchi |
| 16 perc | Büntetések                    | 16 perc                              |             | Játékvezető: Hideki Yamauchi |
| 23 | Lövések                       | 34                                   |             | Játékvezető: Hideki Yamauchi |
| | 0–1                           | 2:36 – Solak                         |             | Játékvezető: Hideki Yamauchi |
| | 0–2                           | 20:55 – Solak (Ozmen, Toptaner)      |             | Játékvezető: Hideki Yamauchi |
| | 0–3                           | 23:05 – Ozmen (Hamarat, Solak) (SH1) |             | Játékvezető: Hideki Yamauchi |
| | 0–4                           | 32:03 – Yapicilar (SH1)              |             |                              |
| 35:11 – Welter (Beran, Scheier) (PP1) | 1–4                           |                                      |             |                              |
| | 1–5                           | 38:25 – Tasdemir (Solak)             |             |                              |
| | 1–6                           | 42:00 – Ozmen (Toptaner, Solak)      |             |                              |
| 52:32 – Mossong | 2–6                           |                                      |             |                              |
| 55:28 – Beran (Scheier, Welter) | 3–6                           |                                      |             |                              |
| 56:50 – Schons | 4–6                           |                                      |             |                              |
| | 4–7                           | 58:41 – Hamarat                      |             |                              |

| 2009. április 13. 20:00 | Új-Zéland | 4–3 (h.u.) (0–2, 2–0, 1–1) (h.u.: 1–0) | Görögország | Dunedin Ice Stadium Nézőszám: 610 |

| Jegyzőkönyv | Jegyzőkönyv  | Jegyzőkönyv                                     | Jegyzőkönyv        | Jegyzőkönyv                 |
| --- | ------------ | ----------------------------------------------- | ------------------ | --------------------------- |
| | Zak Nothling | Kapusok                                         | Ntalimpor Ploutsis | Játékvezető: Nigel Boniface |
| \| \| 0–1 \| 11:02 – Kalyvas (Papadopoulos) (PP) \| \| \| 0–2 \| 12:21 – Papadopoulos (Apostolidis, Tilios) (PP) \| \| 25:12 – Oak (Lee, Speirs) (PP) \| 1–2 \| \| \| 36:23 – Speirs (Lee) \| 2–2 \| \| \| \| 2–3 \| 47:00 – Papadopoulos (Kalyvas) \| \| 56:41 – Soffer (Oak, Ball) \| 3–3 \| \| \| 61:07 – Eaden (Speirs) \| 4–3 \| \| |              |                                                 |                    | Játékvezető: Nigel Boniface |
| 10 perc | Büntetések   | 22 perc                                         |                    | Játékvezető: Nigel Boniface |
| 47 | Lövések      | 15                                              |                    | Játékvezető: Nigel Boniface |
| | 0–1          | 11:02 – Kalyvas (Papadopoulos) (PP)             |                    | Játékvezető: Nigel Boniface |
| | 0–2          | 12:21 – Papadopoulos (Apostolidis, Tilios) (PP) |                    | Játékvezető: Nigel Boniface |
| 25:12 – Oak (Lee, Speirs) (PP) | 1–2          |                                                 |                    | Játékvezető: Nigel Boniface |
| 36:23 – Speirs (Lee) | 2–2          |                                                 |                    |                             |
| | 2–3          | 47:00 – Papadopoulos (Kalyvas)                  |                    |                             |
| 56:41 – Soffer (Oak, Ball) | 3–3          |                                                 |                    |                             |
| 61:07 – Eaden (Speirs) | 4–3          |                                                 |                    |                             |

| 2009. április 15. 13:00 | Görögország | 2–7 (0–3, 0–2, 2–2) | Luxemburg | Dunedin Ice Stadium Nézőszám: 180 |

| Jegyzőkönyv | Jegyzőkönyv                          | Jegyzőkönyv                          | Jegyzőkönyv                   | Jegyzőkönyv                  |
| --- | ------------------------------------ | ------------------------------------ | ----------------------------- | ---------------------------- |
| | Ntalimpor Ploutsis Georgios Fiotakis | Kapusok                              | Michel Welter Philippe Lepage | Játékvezető: Fabio Lottaroli |
| \| \| 0–1 \| 7:08 – Dessouroux (PP) \| \| \| 0–2 \| 12:06 – Welter (Beran) (SH) \| \| \| 0–3 \| 15:20 – Welter (Beran, Schons) (SH) \| \| \| 0–4 \| 33:37 – Holtzem (Dessouroux) (PP) \| \| \| 0–5 \| 37:02 – Funk (Scheier, Schram) \| \| 40:42 – Apostolidis (Kalyvas) \| 1–5 \| \| \| \| 1–6 \| 47:36 – Minden (Beran) (PP) \| \| 48:25 – Adamidis (Koufis, Lempesis) \| 2–6 \| \| \| \| 2–7 \| 55:14 – Scheier (Beran, Schons) (PP) \| |                                      |                                      |                               | Játékvezető: Fabio Lottaroli |
| 54 perc | Büntetések                           | 16 perc                              |                               | Játékvezető: Fabio Lottaroli |
| 28 | Lövések                              | 41                                   |                               | Játékvezető: Fabio Lottaroli |
| | 0–1                                  | 7:08 – Dessouroux (PP)               |                               | Játékvezető: Fabio Lottaroli |
| | 0–2                                  | 12:06 – Welter (Beran) (SH)          |                               | Játékvezető: Fabio Lottaroli |
| | 0–3                                  | 15:20 – Welter (Beran, Schons) (SH)  |                               | Játékvezető: Fabio Lottaroli |
| | 0–4                                  | 33:37 – Holtzem (Dessouroux) (PP)    |                               |                              |
| | 0–5                                  | 37:02 – Funk (Scheier, Schram)       |                               |                              |
| 40:42 – Apostolidis (Kalyvas) | 1–5                                  |                                      |                               |                              |
| | 1–6                                  | 47:36 – Minden (Beran) (PP)          |                               |                              |
| 48:25 – Adamidis (Koufis, Lempesis) | 2–6                                  |                                      |                               |                              |
| | 2–7                                  | 55:14 – Scheier (Beran, Schons) (PP) |                               |                              |

| 2009. április 15. 16:30 | Törökország | 7–1 (3–0, 2–0, 2–1) | Írország | Dunedin Ice Stadium Nézőszám: 170 |

| Jegyzőkönyv | Jegyzőkönyv | Jegyzőkönyv                             | Jegyzőkönyv                   | Jegyzőkönyv               |
| --- | ----------- | --------------------------------------- | ----------------------------- | ------------------------- |
| | Eray Atali  | Kapusok                                 | Adam Pepper Scott Bickerstaff | Játékvezető: Jamie Miller |
| \| 5:18 – Toptaner (Hamarat) (PP) \| 1–0 \| \| \| 6:51 – Yapicilar (Hamarat, Ozmen) \| 2–0 \| \| \| 16:32 – Yapicilar (Karakoc, Ozturk) \| 3–0 \| \| \| 27:11 – Ozmen \| 4–0 \| \| \| 35:33 – Halil (Tasdemir) \| 5–0 \| \| \| \| 5–1 \| 43:46 – Morrison (Reynolds, Kelly) (PP) \| \| 45:53 – Gumus (SH) \| 6–1 \| \| \| 51:37 – Tasdemir (Karakoc, Gumus) (PP) \| 7–1 \| \| |             |                                         |                               | Játékvezető: Jamie Miller |
| 46 perc | Büntetések  | 36 perc                                 |                               | Játékvezető: Jamie Miller |
| 37 | Lövések     | 28                                      |                               | Játékvezető: Jamie Miller |
| 5:18 – Toptaner (Hamarat) (PP) | 1–0         |                                         |                               | Játékvezető: Jamie Miller |
| 6:51 – Yapicilar (Hamarat, Ozmen) | 2–0         |                                         |                               | Játékvezető: Jamie Miller |
| 16:32 – Yapicilar (Karakoc, Ozturk) | 3–0         |                                         |                               | Játékvezető: Jamie Miller |
| 27:11 – Ozmen | 4–0         |                                         |                               |                           |
| 35:33 – Halil (Tasdemir) | 5–0         |                                         |                               |                           |
| | 5–1         | 43:46 – Morrison (Reynolds, Kelly) (PP) |                               |                           |
| 45:53 – Gumus (SH) | 6–1         |                                         |                               |                           |
| 51:37 – Tasdemir (Karakoc, Gumus) (PP) | 7–1         |                                         |                               |                           |

| 2009. április 15. 20:00 | Mongólia | 0–5 (mérkőzés nélkül) | Új-Zéland | Dunedin Ice Stadium |

|  |  |  |  |  |
|  |  |  |  |  |
|  |  |  |  |  |
|  |  |  |  |  |

| 2009. április 16. 13:00 | Törökország | 7–1 (1–1, 0–0, 6–0) | Görögország | Dunedin Ice Stadium Nézőszám: 250 |

| Jegyzőkönyv | Jegyzőkönyv | Jegyzőkönyv                                      | Jegyzőkönyv        | Jegyzőkönyv                  |
| --- | ----------- | ------------------------------------------------ | ------------------ | ---------------------------- |
| | Eray Atali  | Kapusok                                          | Ntalimpor Ploutsis | Játékvezető: Hideki Yamauchi |
| \| 15:39 – Gumus (Cetinkaya) (PP) \| 1–0 \| \| \| \| 1–1 \| 18:25 – Kalyvas (Papadopoulos, Apostolidis) (PP) \| \| 42:26 – Karakoc (Tasdemir) \| 2–1 \| \| \| 43:07 – Karakoc (Yapicilar) \| 3–1 \| \| \| 47:35 – Yapicilar (Karakoc, Gumus) (PP) \| 4–1 \| \| \| 50:23 – Karakoc (Yapicilar, Ozturk) \| 5–1 \| \| \| 55:09 – Yapicilar (Karakoc, Tasdemir) \| 6–1 \| \| \| 58:36 – Ozmen (Solak, Hamarat) \| 7–1 \| \| |             |                                                  |                    | Játékvezető: Hideki Yamauchi |
| 37 perc | Büntetések  | 20 perc                                          |                    | Játékvezető: Hideki Yamauchi |
| 45 | Lövések     | 24                                               |                    | Játékvezető: Hideki Yamauchi |
| 15:39 – Gumus (Cetinkaya) (PP) | 1–0         |                                                  |                    | Játékvezető: Hideki Yamauchi |
| | 1–1         | 18:25 – Kalyvas (Papadopoulos, Apostolidis) (PP) |                    | Játékvezető: Hideki Yamauchi |
| 42:26 – Karakoc (Tasdemir) | 2–1         |                                                  |                    | Játékvezető: Hideki Yamauchi |
| 43:07 – Karakoc (Yapicilar) | 3–1         |                                                  |                    |                              |
| 47:35 – Yapicilar (Karakoc, Gumus) (PP) | 4–1         |                                                  |                    |                              |
| 50:23 – Karakoc (Yapicilar, Ozturk) | 5–1         |                                                  |                    |                              |
| 55:09 – Yapicilar (Karakoc, Tasdemir) | 6–1         |                                                  |                    |                              |
| 58:36 – Ozmen (Solak, Hamarat) | 7–1         |                                                  |                    |                              |

| 2009. április 16. 16:30 | Luxemburg | 5–0 (mérkőzés nélkül) | Mongólia | Dunedin Ice Stadium |

|  |  |  |  |  |
|  |  |  |  |  |
|  |  |  |  |  |
|  |  |  |  |  |

| 2009. április 16. 20:00 | Új-Zéland | 9–0 (1–0, 3–0, 5–0) | Írország | Dunedin Ice Stadium Nézőszám: 1210 |

| Jegyzőkönyv | Jegyzőkönyv | Jegyzőkönyv | Jegyzőkönyv       | Jegyzőkönyv                 |
| --- | ----------- | ----------- | ----------------- | --------------------------- |
| | Rick Parry  | Kapusok     | Scott Bickerstaff | Játékvezető: Nigel Boniface |
| \| 10:29 – Harrop (Hay, Ball) (PP) \| 1–0 \| \| \| 23:34 – Rout \| 2–0 \| \| \| 24:24 – Lee (Speirs, Nicholls) \| 3–0 \| \| \| 24:59 – Ball (Eaden) \| 4–0 \| \| \| 43:17 – R. Idoine (Eaden, L. Idoine) \| 5–0 \| \| \| 47:10 – Lee (Speirs, Argyle) (PP) \| 6–0 \| \| \| 49:49 – Speirs (Lee) \| 7–0 \| \| \| 53:26 – Lee (SH) \| 8–0 \| \| \| 54:07 – Eaden (SH) \| 9–0 \| \| |             |             |                   | Játékvezető: Nigel Boniface |
| 42 perc | Büntetések  | 10 perc     |                   | Játékvezető: Nigel Boniface |
| 35 | Lövések     | 27          |                   | Játékvezető: Nigel Boniface |
| 10:29 – Harrop (Hay, Ball) (PP) | 1–0         |             |                   | Játékvezető: Nigel Boniface |
| 23:34 – Rout | 2–0         |             |                   | Játékvezető: Nigel Boniface |
| 24:24 – Lee (Speirs, Nicholls) | 3–0         |             |                   | Játékvezető: Nigel Boniface |
| 24:59 – Ball (Eaden) | 4–0         |             |                   |                             |
| 43:17 – R. Idoine (Eaden, L. Idoine) | 5–0         |             |                   |                             |
| 47:10 – Lee (Speirs, Argyle) (PP) | 6–0         |             |                   |                             |
| 49:49 – Speirs (Lee) | 7–0         |             |                   |                             |
| 53:26 – Lee (SH) | 8–0         |             |                   |                             |
| 54:07 – Eaden (SH) | 9–0         |             |                   |                             |